# Evelyn Nwabuoku
Evelyn Nwabuoku (sinh ngày 14 tháng 11 năm 1985) là một cầu thủ bóng đá người Nigeria chơi ở vị trí tiền vệ cho đội bóng En Avant de Guingampin, Đội 1 Pháp Féminine và đội tuyển bóng đá quốc gia Nigeria, và cô là đội trưởng của đội tuyển quốc gia. Nwabuoku đã từng chơi cho BIIK Kazygurt trong giải vô địch bóng đá nữ của Kazakhstan và cả Bayelsa Queens và Rivers Angels trong Giải vô địch nữ Nigeria.

## Sự nghiệp cấp Câu lạc bộ
Nwabuoku chơi trong Giải vô địch Bóng đá nữ Nigeria cho đội bóng Bayelsa Queens và Rivers Angels trước khi chuyển đến BIIK Kazygurt đang chơi trong giải vô địch bóng đá nữ Kazakhstan năm 2015. Sau đó, cô chuyển đến đội bóng Pháp En Avant de Guingamp, nơi cô chơi bóng cùng với chị gái và cầu thù đồng hương Nigeria Desire Oparanozie. Cô ấy đã giúp Nwabuoku với những khó khăn ngôn ngữ ban đầu và việc định cư trong khu vực. Nwabuoku ra sân lần đầu trong chiến thắng trước FCF Juvisy và cô lên tiếng ca ngợi bầu không khí trong sân vận động Fred-Aubert.

## Sự nghiệp quốc tế
Cô làm đội trưởng đội tuyển Bóng đá nữ quốc gia Nigeria, có biệt danh là "Super Falcons", tại FIFA World Cup 2015 và Giải vô địch nữ châu Phi 2014, giải đấu mà đội bóng của cô đã giành chức vô địch. Nwabuoku nói rằng trở thành đội trưởng là một việc "tuyệt vời" và rằng "Không có gì tuyệt vời bằng việc đại diện và bảo vệ niềm tự hào của đất nước bạn." Tuy nhiên, cô nói thêm rằng đội đã thi đấu không tốt trong vài năm trước và đang tìm cách cải thiện tại Cúp bóng đá châu Phi 2017. Cô cũng là một thành viên của đội tuyển tham gia thi đấu tại Giải vô địch nữ châu Phi 2012.